# Angel densetsu
Angel densetsu (エンジェル伝説?, Enjeru densetsu, lett. "Leggenda di un angelo") è il secondo manga di Norihiro Yagi, autore di Claymore. È stato pubblicato in Giappone sulla rivista Monthly Shōnen Jump dal 1992 al 2000. Nell'agosto del 1996 ne è stato tratto un OAV di 45 minuti, animato dalla Toei Animation per la regia di Tatsuo Misawa.

## Trama
Seiichirō Kitano è il classico bravo ragazzo, educato, innocente e un po' sempliciotto; tuttavia, la sua faccia dice esattamente il contrario. Kitano non ha sopracciglia, e per riuscire a tenere a bada i suoi capelli ribelli deve usare molta brillantina, un tratto caratteristico del "look" dei teppisti di strada; inoltre ha la carnagione pallida, gli occhi infossati e le labbra sottili, il che lo fa sembrare un eroinomane. Nella sua vecchia scuola era riuscito a farsi accettare nonostante il suo aspetto, ma a un certo punto la sua famiglia si è trasferita e lui è stato iscritto al liceo Hekikuu.
Dal momento in cui Kitano mette piede nella sua nuova scuola, tutti sono certi che sia un criminale; per una serie di imprevisti ed equivoci, questa convinzione superficiale verrà sempre più confermata, e Kitano comincerà una sfavillante carriera di boss dei delinquenti della scuola, senza neppure esserne al corrente. Intorno a lui si raccoglierà però pian piano una stretta cerchia di amici, capaci di vedere al di là delle apparenze.

## Personaggi
Seiichirō Kitano (北野誠一郎?, Kitano Seiichirō)Doppiatore originale nell'OAV: Nobuo Tobita.
Il protagonista, un ragazzo la cui faccia instilla terrore nei cuori delle persone, ma la cui vera natura è gentile e generosa. Le sue buone e premurose azioni finiscono per lo più per essere male interpretate, ed è abituato ad essere picchiato per nessun motivo apparente, perciò ha sviluppato velocità e riflessi che gli permettono di assorbire i colpi; sebbene non sappia nulla di arti marziali e non ami la violenza, già questo di per sé riesce a scoraggiare anche il combattente più esperto, per cui è tecnicamente imbattuto.
Ryoko Koiso (小磯良子?, Koiso Ryoko)Doppiatore originale nell'OAV: Tomo Sakurai.
Figlia del maestro della scuola Koiso di karate kobujutsu, all'inizio è determinata a combattere tutti i delinquenti della sua età, ed è convinta che Kitano sia malvagio e molto forte. Dopo aver combattuto seriamente contro di lui nel parco, però, scopre la sua vera natura, e diventa sua amica, finché poco a poco fra i due nascerà un interesse romantico.
Seikichi Kuroda (黒田清吉?, Kuroda Seikichi)Doppiatore originale nell'OAV: Kōji Ishii.
All'inizio della storia è il "guardiano" del liceo Hekikuu; ha trascorso gran parte della sua vita nel liceo come schiavo del precedente guardiano, ed era convinto che dopo che questi si era diplomato avrebbe potuto godersi la vita di boss, ma poco dopo aver incontrato Kitano fraintende un incidente con un tentativo di omicidio, e si dimette dal ruolo di guardiano in favore del nuovo arrivato. Nel gruppo è quello che si comporta più come un delinquente, bigiando le lezioni, fumando e provocando risse, ma è debole e codardo, e spesso finisce per venire picchiato. È profondamente innamorato di Koiso ed è geloso di Kitano, ma il suo amore non è comunque corrisposto.
Yuji Takehisa (竹久優二?, Takehisa Yuji)Doppiatore originale nell'OAV: Kyōsei Tsukui
Il più forte delinquente del liceo Hekikuu, era stato espulso per aver picchiato un insegnante e non era presente al momento dell'arrivo di Kitano, ed è profondamente sorpreso di non essere più l'oggetto del timore della scuola; dopo aver scoperto che Kitano è il suo compagno di banco, atterrito dal suo aspetto gli giura fedeltà e si proclama suo "fratello minore". Ha i capelli castani, e si è spesso trovato in difficoltà perché in molti pensavano che si tingesse i capelli (vietato nella scuola), perciò per reazione ha preso a tingersi i capelli di biondo.
Takashi Ogisu (荻須高志?, Ogisu Takashi)
Un delinquente trasferitosi nella scuola dopo Kitano; nella sua vecchia scuola nessuno gli teneva testa, ma viene picchiato svariate volte nello stesso giorno in cui mette piede nel liceo Hekikuu, un duro colpo alla sua sicurezza. Poiché si tinge i capelli di rosso, quando Kitano lo vede pensa che stia sanguinando e corre verso di lui, così lui fraintende e finisce per scappare in preda al panico. È convinto che Kuroda sia ancora il guardiano della scuola e che Kitano sia il numero 2; Kuroda gli dice che può battersi con lui solo dopo aver sconfitto Kitano, e sebbene Koiso gli faccia credere di aver sconfitto Kitano in un'occasione, alla fine viene malmenato ancora una volta. Dopo l'arrivo di Shirataki la sfida diverse volte e viene sempre battuto, perciò in estrema umiltà chiede Koiso di farlo allenare con suo padre. È l'unico a rispettare Kuroda, e Kuroda ne approfitta per usarlo come subordinato, nella speranza che la sua forza sia sufficiente a proteggerlo quando è nei guai.
Ikuno Shirataki (白滝幾奶?, Shirataki Ikuno)
Figlia di un "consigliere di guida speciale", cioè un professore incaricato di ricorrere anche alla violenza per redimere i delinquenti; la sua missione era inizialmente di sconfiggere Kitano, ma viene sconfitta da Koiso e diventa loro amica. È la primissima volta che riesce a parlare normalmente con dei suoi coetanei, senza essere circondata da persone atterrite dalla sua forza, e ciò nonostante nel suo primo giorno di scuola abbia picchiato un gran numero di studenti, perciò dietro il suo atteggiamento freddo e i suoi modi violenti vuole bene ai suoi nuovi amici. Il che non significa che non sia pronta a picchiare chiunque in qualunque momento.
Ikuko Hirayama (平山郁子?, Hirayama Ikuko)
La migliore amica di Koiso, e l'unica amica "normale" di Kitano. È molto sensibile, ed è l'unica a notare apertamente quanto l'amicizia con Kitano abbia cambiato Koiso e Shirataki. Il suo cognome è stato un mistero fino alla fine, e l'autore lanciò un concorso tra i suoi lettori perché lo indovinassero (sembra che solo uno ci riuscì): è ispirato a Ikuo Hirayama, famoso artista di nihonga ed ex preside del Geidai (Tōkyō Gei-jutsu Daigaku, l'Università Nazionale di Arte e Musica di Tōkyō).

## Volumi
| Nº | Titolo italiano Giapponese 「Kanji」 - Rōmaji                                              | Data di prima pubblicazione         | Data di prima pubblicazione |
| Nº | Titolo italiano Giapponese 「Kanji」 - Rōmaji                                              | Giapponese                          |                             |
| 1  | Angel densetsu 1 「伝説の幕あけ!! の巻」 - Densetsu no maku ake!! no kan                   | 4 agosto 1993 ISBN 4-08-871105-X    |                             |
| 1  | Capitoli 1-6                                                                               |                                     |                             |
| 2  | Angel densetsu 2 「天使の鉄槌の巻」 - Tenshi no tettsui no kan                             | 4 febbraio 1994 ISBN 4-08-871107-6  |                             |
| 2  | Capitoli 7-12                                                                              |                                     |                             |
| 3  | Angel densetsu 3 「蒼穹公園不良一掃作戦の巻」 - Sōkyū kōen furyō issō sakusen no kan       | 4 agosto 1994 ISBN 4-08-871145-9    |                             |
| 3  | Capitoli 13-17                                                                             |                                     |                             |
| 4  | Angel densetsu 4 「告白の場景の巻」 - Kokuhaku no ba kei no kan                            | 11 gennaio 1995 ISBN 4-08-871146-7  |                             |
| 4  | Capitoli 18-21                                                                             |                                     |                             |
| 5  | Angel densetsu 5 「伝説崩壊の巻」 - Densetsu hōkai no kan                                  | 4 luglio 1995 ISBN 4-08-871147-5    |                             |
| 5  | Capitoli 22-26                                                                             |                                     |                             |
| 6  | Angel densetsu 6 「闘いの淑女の巻」 - Tatakai no shukujo no kan                            | 1º dicembre 1995 ISBN 4-08-871148-3 |                             |
| 6  | Capitoli 27-31                                                                             |                                     |                             |
| 7  | Angel densetsu 7 「勝利者の柩の巻」 - Shōrisha no hitsugi no kan                           | 4 marzo 1996 ISBN 4-08-871149-1     |                             |
| 7  | Capitoli 32-35                                                                             |                                     |                             |
| 8  | Angel densetsu 8 「碧き空の人々の巻」 - Heki ki sora no hitobito no kan                    | 2 agosto 1996 ISBN 4-08-871150-5    |                             |
| 8  | Capitoli 36-41                                                                             |                                     |                             |
| 9  | Angel densetsu 9 「はるかなる虚空の果ての巻」 - Harukanaru kyokū no hate no kan            | 4 febbraio 1997 ISBN 4-08-872339-2  |                             |
| 9  | Capitoli 42-47                                                                             |                                     |                             |
| 10 | Angel densetsu 10 「闘う者たちの午後の巻」 - Tatakau mono tachino gogo no kan              | 4 agosto 1997 ISBN 4-08-872360-0    |                             |
| 10 | Capitoli 48-53                                                                             |                                     |                             |
| 11 | Angel densetsu 11 「魔郷の十字路の巻」 - Ma sato no jūjiro no kan                          | 4 febbraio 1998 ISBN 4-08-872522-0  |                             |
| 11 | Capitoli 54-59                                                                             |                                     |                             |
| 12 | Angel densetsu 12 「強く儚い者たちの巻」 - Tsuyoku hakanai mono tachino kan                | 4 agosto 1998 ISBN 4-08-872596-4    |                             |
| 12 | Capitoli 60-64                                                                             |                                     |                             |
| 13 | Angel densetsu 13 「悪魔への月の巻」 - Akuma heno gatsu no kan                             | 4 febbraio 1999 ISBN 4-08-872676-6  |                             |
| 13 | Capitoli 65-70                                                                             |                                     |                             |
| 14 | Angel densetsu 14 「美しき天使たちのかけらの巻」 - Utsukushi ki tenshi tachinokakerano kan | 4 agosto 1999 ISBN 4-08-872753-3    |                             |
| 14 | Capitoli 71-76                                                                             |                                     |                             |
| 15 | Angel densetsu 15 「最後の聖戦の巻」 - Saigo no seisen no kan                              | 4 aprile 2000 ISBN 4-08-872857-2    |                             |
| 15 | Capitoli 77-84                                                                             |                                     |                             |